# ルークチュップ

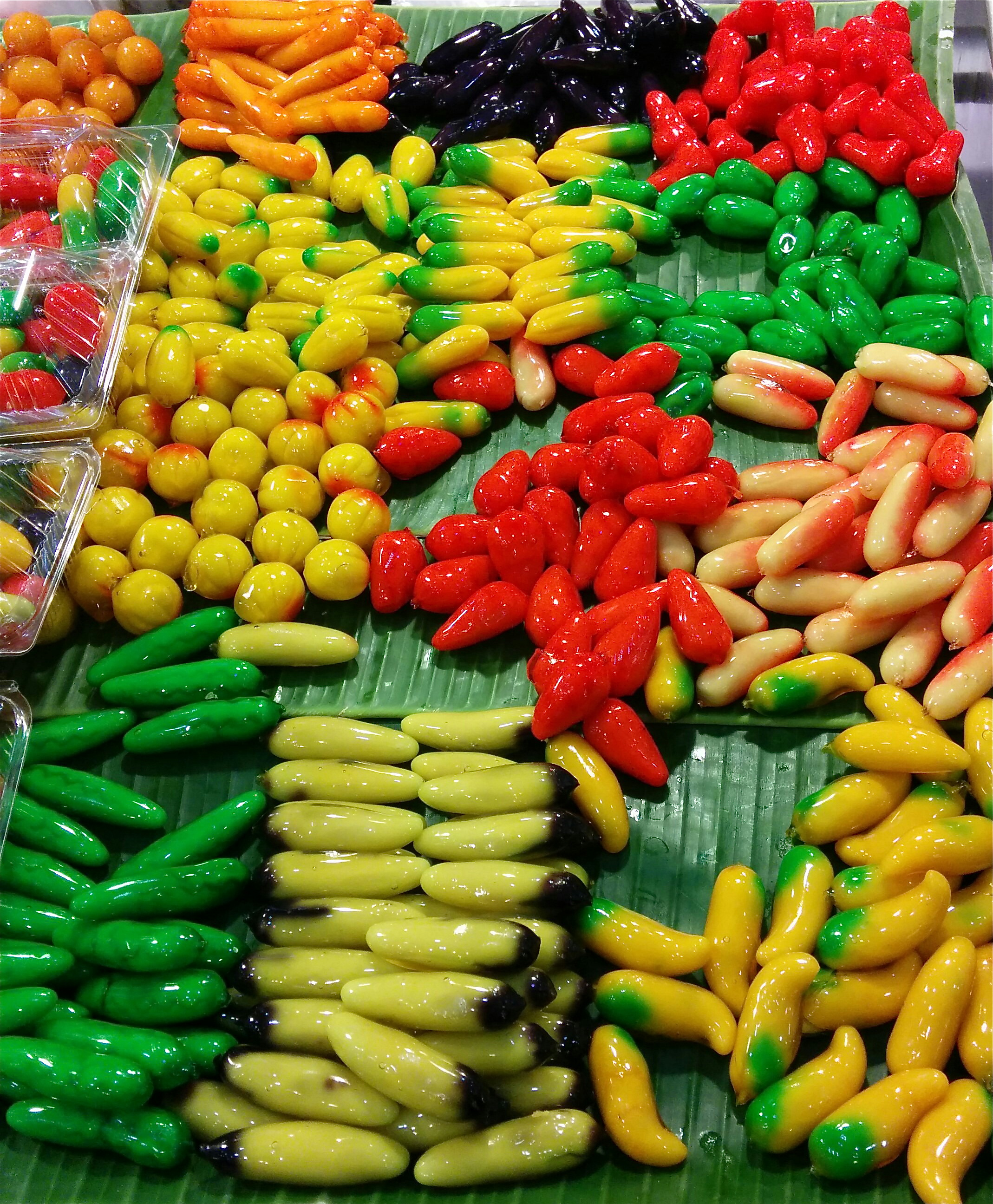
ルークチュップ

ルークチュップ (タイ語：ลูกชุบ)とはタイの菓子のひとつで、緑豆やココナッツミルクなどで作った餡を着色した寒天で包み、青果の形にかたどったもの。ポルトガルから伝来したマルチパンに起源を持つ。ポルトガルのマルチパンは主たる材料としてアーモンドを用いる一方で、タイにはアーモンドがないため、緑豆で代用している。
かつては、ルークチュップは国王や王族、宮中の人々のためだけに作られていたが、現在ではタイのごく一般的な菓子店で購入することができる。ルークチュップの外観はマンゴーや唐辛子、オレンジなどの果物や野菜の形に成形され、色も成形した青果の色に合わせられる。
緑豆やココナッツミルク、砂糖、ゼリー粉、水、着色料は、ルークチュップの代表的な原材料である。緑豆とココナッツミルク、砂糖を混ぜて餡を作り、そこからルークチュップの形を成形する。着色料はルークチュップの上から塗られ、時には光沢を出すために寒天に浸すこともある。